# Piotr Droujinine
Pour les articles homonymes, voir Droujinine.
Piotr Aleksandrovitch Droujinine (en russe : Петр Александрович Дружинин) (né le 29 mars 1974 est un historien et auteur russe et israélien, spécialisé dans les livres rares et les manuscrits,. Il est Docteur en histoire. Attaché de recherche au l'Institut de linguistique de Moscou de l'Académie des sciences de Russie 

## Biographie
Piotr Droujinine est né à Moscou, en Russie, le 29 mars 1974, dans une famille d'historiens.
En 1991, il est diplômé de l’école secondaire à Moscou puis de l’université Stroganov d'État d’arts et métiers de Moscou (l’Académie d'art et d'industrie Stroganov) en histoire des arts en 1996 ; il a notamment soutenu une thèse sur l'histoire de la gravure russe au XVIIIe siècle. Il sort diplômé de l’École supérieure à l’Université technologique de Moscou MIREA (Laboratoire de Physique des Solides, sur l’histoire de la physique) en 2002. En 2009 il obtient un doctorat en histoire à l'Université d'État des sciences humaines de Russie à Moscou, après la soutenance réussie d'une thèse nommée le titre de Les reliures armoriées des livres anciens.
Depuis 1990, Piotr Droujinine a occupé divers postes au sein des départements des livres anciens, des manuscrits et des gravures des maisons d’enchères de Moscou. Débutant en qualité de stagiaire, il évolue au poste d'expert en chef en 2006 dans des départements de livres imprimés, des manuscrits et des gravures. Il est actuellement collectionneur de livres rares et de gravures anciennes à titre personnel.
Il est membre à part entière de la Société Géographique Russe depuis 1999.
En 2013 il est invité à l’Université de Sheffield au Royaume-Uni dans le cadre d'un projet de recherche sur « Le Voyage du Codex Sinaiticus de la Russie soviétique au Royaume-Uni ».

## Travail académique
Piotr Droujinine a publié plus de 10 livres ainsi que de nombreux articles en histoire des sciences humaines, des sciences auxiliaires de l'histoire, de l'antisémitisme, des livres rares, etc. dans des revues scientifiques telles que La littérature russe, Physics-Uspekhi - (Des avancées en sciences physiques), La Nouvelle Revue Littéraire, etc., ou notamment dans les Annuaires de l'Académie des sciences de Russie Monuments de la culture: des nouvelles découvertes.

## Prix
En 2014, il reçoit le prix Efim Etkind de l'Université européenne à Saint-Pétersbourg et une nomination « Pour des contributions exceptionnelles aux relations scientifiques, culturelles et littéraires entre la Russie et l'Occident » pour les deux premiers tomes de son livre L’idéologie et la philologie.
Il reçoit en 2016 la médaille Udo Ivask et le certificat d'honneur de la Fédération internationale des sociétés ex-Libris en raison de ses « contributions exceptionnelles à l’étude des ex-libris » pour une série de monographies dans ses études portant sur l'histoire du livre.